# Geai à nuque blanche
Cyanocorax cyanopogon
Espèce
Statut de conservation UICN

 LC  : Préoccupation mineure
Le Geai à nuque blanche (Cyanocorax cyanopogon) est une espèce d'oiseaux de la famille des Corvidae.
Cet oiseau est endémique du Brésil.